# Rachanon Kanyathong
Rachanon Kanyathong (tiếng Thái: รชานนท์ กันยาทอง) là một cầu thủ bóng đá từ Thái Lan. Anh hiện tại thi đấu cho Chiangmai ở Thai League 2 ở vị trí hậu vệ.